# Optical Mark Recognition
Optical Mark Recognition (OMR) ist eine Technik zur computergestützten Erkennung von Markierungen auf Papier, ähnlich der Texterkennung (Optical Character Recognition oder OCR). OMR wird häufig zur automatischen Auswertung von händisch – etwa durch Ankreuzen von vorgedruckten Feldern – ausgefüllten Formularen wie zum Beispiel Multiple-Choice-Tests oder Wahlzetteln verwendet. Moderne Kuvertiermaschinen benötigen zur Steuerung ebenfalls OMR-Codes auf den Briefen. Neben den herkömmlichen OMR-Codes (Strichcodes oder Steuerzeichen – man findet sie in der Regel zwischen der Abheftlochung von Dokumenten) werden mittlerweile auch Barcodes und DataMatrix-Codes eingesetzt. Dieser Code wird auch OME (Optische Merkmals Erkennung) genannt.